# Peter Withe
Peter Withe (Liverpool, 1951. augusztus 30. –) angol válogatott labdarúgó, edző.

## Pályafutása

### Klubcsapatban
1973 és 1975 között a Wolverhampton Wanderers csapatában játszott, majd az Egyesült Államokba igazolt a Portland Timbershez egy kis időre. 1975 végén visszatér Angliába a Birmingham City csapatához. 1978-ban bajnoki címet és ligakupa győzelmet szerzett a Nottingham Forest játékosaként. 1978 és 1980 között a Newcastle United csapatában játszott. 1981-ben az Aston Villával lett bajnok. Az 1981–82-es szezonban a bajnokcsapatok Európa-kupáját is sikerült elhódítania csapatával. A Bayern München elleni döntőben az ő góljával nyertek 1–0-ra. Öt szezon után távozott a Sheffield United együtteséhez, ahol négy szezont töltött (1985–89). Később játszott még a Huddersfield Townban (1989–90). 1991-ben fejezte be a pályafutását. 

### A válogatottban
1981 és 1984 között 11 alkalommal szerepelt az angol válogatottban és 1 gólt szerzett. Részt vett az 1982-es világbajnokságon.

### Edzőként
Az edzősködést a Wimbledon FC-nél kezdte 1991-ben. 1998 és 2003 között a thaiföldi válogatott szövetségi kapitánya volt. Irányításával két alkalommal nyerték meg a Délkelet-ázsiai labdarúgó-bajnokságot (2000, 2002). Ezt követően 2004 és 2007 között az indonéz válogatott szövetségi kapitánya volt.

## Sikerei, díjai

### Játékosként
Nottingham Forest
- Angol bajnok (1): 1977–78
- Angol ligakupa (1): 1977–78

Aston Villa
- Angol bajnok (1): 1981–82
- Bajnokcsapatok Európa-kupája (1): 1981–82
- UEFA-szuperkupa (1): 1982

### Edzőként
Thaiföld
- Délkelet-ázsiai labdarúgó-bajnokság (2): 2000, 2002

Indonézia
- Délkelet-ázsiai labdarúgó-bajnokság döntős (1): 2004